# Primera fitna
La primera fitna (àrab: فتنة مقتل عثمان, fitnat maqtal Uṯmān, ‘fitna de l'assassinat d'Uthman') o primera guerra civil islàmica (656-661), va ser una guerra amb repercussions essencials pel jove califat islàmic. Es va originar arran de les divergències per la successió d'Uthman ibn Affan i va significar la primera divisió de l'Umma entre els qui més tard es van anomenar xiïtes i sunnites.

## Causes
Quan a la mort del profeta Muhàmmad va ser elegit com a successor (califa) Abu-Bakr as-Siddiq, Alí ibn Abi-Tàlib va refusar reconèixer-lo durant sis mesos. Tanmateix, després en fou conseller, així com ho fou d'Úmar ibn al-Khattab sense tenir cap càrrec excepte el de lloctinent a Medina durant el viatge d'Úmar a Síria i Palestina. En arribar al poder Uthman ibn Affan, Alí el va acusar diverses vegades d'ignorar l'Alcorà. Assassinat Uthman, els omeies van fugir de Medina i l'oposició va quedar mestressa de la situació. Es va demanar a Alí d'acceptar el califat que suposadament va rebre el 18 de juny del 656 esdevenint així el quart califa ortodox. En acceptar el nomenament de part d'algunes de les persones que havien participat en la mort d'Uthman, va ser acusat de participació en el crim, especialment per Muàwiya ibn Abi-Sufyan, governador de Síria i cosí d'Uthman.

## La batalla del Camell
La revolta d'Àïxa bint Abi-Bakr, Talha ibn Ubayd-Al·lah i az-Zubayr ibn al-Awwam va obligar Alí a combatre, iniciant-se una guerra civil. Els tres caps rebels amb uns centenars d'homes van marxar cap a Iraq on esperaven trobar suports i diners. Van ocupar Bàssora, però Alí va reunir tropes a Kufa i va avançar cap a Bàssora; hi va haver negociacions però finalment va esclatar la batalla coneguda per batalla del Camell el 9 de desembre del 656, en la qual Talha i az-Zubayr van ser morts i Àïxa obligada a residir en endavant a Medina.

## La batalla de Siffín
Alí ibn Abi-Tàlib va intentar fer entrar en raó a Muàwiya, que encara no s'havia declarat obertament en rebel·lió, però no el reconeixia. El governador de Síria va exigir el lliurament dels assassins d'Uthman ibn Affan per tal d'exercir la venjança establerta a favor dels parents propers per l'Alcorà sobre aquells que maten a algú injustament, però Alí va declarar que la mort d'Uthman havia estat justa per les seves arbitrarietats. Això va produir el trencament, de forma que els dos grups, amb llurs exèrcits, es van concentrar a la plana de Siffín i es van produir lluites parcials però el juny o juliol del 657 es va acordar una treva; finalment el combat es va produir el 28 de juliol del 657. Muàwiya portava la pitjor part, i ja havien mort uns setanta mil homes, quan fou aconsellat per Amr ibn al-As de penjar fulls de l'Alcorà a les llances dels seus soldats, la qual cosa fou considerada com una invitació a resoldre el conflicte consultant el llibre sant; la qüestió fou sotmesa a arbitratge.

## Arbitratge
El nomenament d'àrbitres va recaure l'agost del 657 en Abu-Mussa al-Aixarí per part d'Alí ibn Abi-Tàlib i en Amr ibn al-As per part de Muàwiya. Es jutjava si els actes d'Uthman ibn Affan podien ser considerats arbitraris i, per tant, la seva mort justa, o no. Un arbitratge encarregat a persones tenia molta oposició perquè alguns versos de l'Alcorà encarreguen aquesta amena de decisions a Déu. Els que es van oposar a l'arbitratge en el bàndol d'Alí es van dir harurites perquè es van quedar a Harura, prop de Kufa. Alí en va convèncer una part però la resta, units a altres opositors de Bàssora, es van reagrupar a An-Nahrawan i foren anomenats khawàrij (kharigites).
El febrer del 658 s'havia d'anunciar el resultat de l'arbitratge a un lloc incert entre Iraq i Síria. Sembla que en realitat hi va haver dues reunions, una a Dúmat al-Jafal el febrer del 658 i una posterior a Adhruh, a l'actual Jordània, el gener del 659. El veredicte de la primera trobada no fou fet públic encara que sí que fou comunicat a les dues parts i, pel que es dedueix dels esdeveniments posteriors, fou evidentment desfavorable a Alí.

## La batalla d'an-Nahrawan
Alí ibn Abi-Tàlib va reunir un exèrcit i es va dirigir a Nahrawan per tal de destruir primer el focus de rebel·lia dels kharigites. Mentrestant, Muàwiya es va apoderar d'Egipte el juliol del 658. Els kharigites exigien a Alí que reconegués haver comès un acte d'impietat (kufr) en haver acceptat l'arbitratge, però Alí va refusar fer-ho; va prometre l'aman (perdó) a aquells que es rendissin i el 17 de juliol del 658 es va enfrontar als kharigites a Nahrawan, on els va derrotar en una sagnant batalla. Entre els kharigites morts hi havia molts creients sincers de l'islam, fet que va augmentar el nombre de desercions a l'exèrcit d'Ali, fins al punt que Alí va haver de tornar a Kufa, renunciant a la campanya militar contra els seus opositors.

## Veredicte de l'arbitratge
A la reunió d'Adhruh es va fer públic el veredicte de l'arbitratge: Uthman ibn Affan havia estat assassinat injustament. Es suggeria l'elecció d'un nou califa sense considerar la continuïtat d'Alí. Aleshores els àrbitres van proposar descartar per al califat Alí ibn Abi-Tàlib i Muàwiya i deixar l'elecció a una comissió, però finalment es va donar suport a Muàwiya. Aquest va enviar expedicions a Khorasan i a la part oriental de les conquestes islàmiques, però foren rebutjades; una revolta pro omeia a favor de Muàwiya, a Fars, fou reprimida pel governador Ziyad ibn Abihi (659), que era fidel a Alí El 660 Medina i la Meca foren ocupades pel general omeia Buixr ibn Artat, que va seguir avançant amb el seu exèrcit cap al Iemen.

## La mort d'Alí
Un kharigita de nom Ibn Múljam, en venjança per la matança de Nahrawan, va ferir Alí ibn Abi-Tàlib amb una espasa enverinada a la porta d'una mesquita a Kufa, residència del califa, el 25 de gener del 661. Alí va sobreviure a l'atac dos dies més i va morir als 62 o 63 anys. Fou enterrat en un lloc secret que, en temps d'Harun ar-Raixid, fou identificat com un llogaret proper a Kufa, on va sorgir un santuari que va donar origen a la ciutat de Najaf o An-Najaf.

## Pau amb al-Hàssan ibn Alí
El 661 al-Hàssan ibn Alí, que només governava la zona al voltant de Kufa, va signar un tractat de pau amb Muàwiya, lliurant-li el poder a condició que fos just per al poble i el mantingués segur, amnistiés als seus seguidors i que després de la seva pròpia mort no establís una dinastia. L'any 661, Muàwiya va ser coronat com a califa en una cerimònia a Jerusalem. El califat d’Alí havia durat quatre anys. Després del tractat amb al-Hàssan, Muàwiya va governar durant gairebé 20 anys, la majoria dels quals expandint l'estat.